# 5.ª etapa del Tour de Francia 2021
La 5.ª etapa del Tour de Francia 2021 tuvo lugar el 30 de junio de 2021 y consistió en una contrarreloj individual entre Changé y Laval sobre un recorrido de 27,2 km que fue ganada por el esloveno Tadej Pogačar del equipo UAE Emirates, quien por ocho segundos no le arrebató el liderato al neerlandés Mathieu van der Poel.

## Clasificación de la etapa
| Changé - Laval | contrarreloj individual | (27,2 km) |

| \| Clasificación de la etapa \| Clasificación de la etapa \| Clasificación de la etapa \| Clasificación de la etapa \| Clasificación de la etapa \| \| Ciclista \| Ciclista \| Equipo \| Tiempo \| \| \| ------------------------- \| ------------------------- \| ------------------------- \| ------------------------- \| ------------------------- \| \| 1.º \| Tadej Pogačar \| UAE Team Emirates \| 32 min 00 s \| \| \| 2.º \| Stefan Küng \| Groupama-FDJ \| + 19 s \| \| \| 3.º \| Jonas Vingegaard \| Jumbo-Visma \| + 27 s \| \| \| 4.º \| Wout van Aert \| Jumbo-Visma \| + 30 s \| \| \| 5.º \| Mathieu van der Poel \| Alpecin-Fenix \| + 31 s \| \| \| 6.º \| Kasper Asgreen \| Deceuninck-Quick Step \| + 37 s \| \| \| 7.º \| Primož Roglič \| Jumbo-Visma \| + 44 s \| \| \| 8.º \| Mattia Cattaneo \| Deceuninck-Quick Step \| + 55 s \| \| \| 9.º \| Richie Porte \| Ineos Grenadiers \| + 55 s \| \| \| 10.º \| Alexéi Lutsenko \| Astana-Premier Tech \| + 1 min 00 s \| \| |                      |                       |              |
| |                      |                       |              |
| Fuente: ProCyclingStats |                      |                       |              |
| Clasificación de la etapa |                      |                       |              |
| Ciclista | Ciclista             | Equipo                | Tiempo       |
| 1.º | Tadej Pogačar        | UAE Team Emirates     | 32 min 00 s  |
| 2.º | Stefan Küng          | Groupama-FDJ          | + 19 s       |
| 3.º | Jonas Vingegaard     | Jumbo-Visma           | + 27 s       |
| 4.º | Wout van Aert        | Jumbo-Visma           | + 30 s       |
| 5.º | Mathieu van der Poel | Alpecin-Fenix         | + 31 s       |
| 6.º | Kasper Asgreen       | Deceuninck-Quick Step | + 37 s       |
| 7.º | Primož Roglič        | Jumbo-Visma           | + 44 s       |
| 8.º | Mattia Cattaneo      | Deceuninck-Quick Step | + 55 s       |
| 9.º | Richie Porte         | Ineos Grenadiers      | + 55 s       |
| 10.º | Alexéi Lutsenko      | Astana-Premier Tech   | + 1 min 00 s |

## Clasificaciones al final de la etapa

### Clasificación general(Maillot Jaune)
| \| Clasificación general \| Clasificación general \| Clasificación general \| Clasificación general \| Clasificación general \| \| Ciclista \| Ciclista \| Equipo \| Tiempo \| \| \| --------------------- \| --------------------- \| --------------------- \| --------------------- \| --------------------- \| \| 1.º \| Mathieu van der Poel \| Alpecin-Fenix \| 16 h 51 min 41 s \| \| \| 2.º \| Tadej Pogačar \| UAE Team Emirates \| + 8 s \| \| \| 3.º \| Wout van Aert \| Jumbo-Visma \| + 30 s \| \| \| 4.º \| Julian Alaphilippe \| Deceuninck-Quick Step \| + 48 s \| \| \| 5.º \| Alexéi Lutsenko \| Astana-Premier Tech \| + 1 min 21 s \| \| \| 6.º \| Pierre Latour \| TotalEnergies \| + 1 min 28 s \| \| \| 7.º \| Rigoberto Urán \| EF Education-Nippo \| + 1 min 29 s \| \| \| 8.º \| Jonas Vingegaard \| Jumbo-Visma \| + 1 min 43 s \| \| \| 9.º \| Richard Carapaz \| Ineos Grenadiers \| + 1 min 44 s \| \| \| 10.º \| Primož Roglič \| Jumbo-Visma \| + 1 min 48 s \| \| |                      |                       |                  |
| |                      |                       |                  |
| Fuente: ProCyclingStats |                      |                       |                  |
| Clasificación general |                      |                       |                  |
| Ciclista | Ciclista             | Equipo                | Tiempo           |
| 1.º | Mathieu van der Poel | Alpecin-Fenix         | 16 h 51 min 41 s |
| 2.º | Tadej Pogačar        | UAE Team Emirates     | + 8 s            |
| 3.º | Wout van Aert        | Jumbo-Visma           | + 30 s           |
| 4.º | Julian Alaphilippe   | Deceuninck-Quick Step | + 48 s           |
| 5.º | Alexéi Lutsenko      | Astana-Premier Tech   | + 1 min 21 s     |
| 6.º | Pierre Latour        | TotalEnergies         | + 1 min 28 s     |
| 7.º | Rigoberto Urán       | EF Education-Nippo    | + 1 min 29 s     |
| 8.º | Jonas Vingegaard     | Jumbo-Visma           | + 1 min 43 s     |
| 9.º | Richard Carapaz      | Ineos Grenadiers      | + 1 min 44 s     |
| 10.º | Primož Roglič        | Jumbo-Visma           | + 1 min 48 s     |

### Clasificación por puntos(Maillot Vert)
| Clasificación por puntos | Clasificación por puntos | Clasificación por puntos | Clasificación por puntos | Clasificación por puntos |
| Ciclista                 | Ciclista                 | Equipo                   | Puntos                   |                          |
| ------------------------ | ------------------------ | ------------------------ | ------------------------ | ------------------------ |
| 1.º                      | Mark Cavendish           | Deceuninck-Quick Step    | 89 pts                   |                          |
| 2.º                      | Julian Alaphilippe       | Deceuninck-Quick Step    | 84 pts                   |                          |
| 3.º                      | Mathieu van der Poel     | Alpecin-Fenix            | 78 pts                   |                          |
| 4.º                      | Michael Matthews         | BikeExchange             | 78 pts                   |                          |
| 5.º                      | Nacer Bouhanni           | Arkéa-Samsic             | 74 pts                   |                          |
| 6.º                      | Tadej Pogačar            | UAE Team Emirates        | 64 pts                   |                          |
| 7.º                      | Jasper Philipsen         | Alpecin-Fenix            | 61 pts                   |                          |
| 8.º                      | Tim Merlier              | Alpecin-Fenix            | 50 pts                   |                          |
| 9.º                      | Primož Roglič            | Jumbo-Visma              | 49 pts                   |                          |
| 10.º                     | Peter Sagan              | Bora-Hansgrohe           | 48 pts                   |                          |

### Clasificación de la montaña(Maillot à Pois Rouges)
| Clasificación de la montaña | Clasificación de la montaña | Clasificación de la montaña        | Clasificación de la montaña | Clasificación de la montaña |
| Ciclista                    | Ciclista                    | Equipo                             | Puntos                      |                             |
| --------------------------- | --------------------------- | ---------------------------------- | --------------------------- | --------------------------- |
| 1.º                         | Ide Schelling               | Bora-Hansgrohe                     | 5 pts                       |                             |
| 2.º                         | Mathieu van der Poel        | Alpecin-Fenix                      | 4 pts                       |                             |
| 3.º                         | Anthony Perez               | Cofidis                            | 3 pts                       |                             |
| 4.º                         | Julian Alaphilippe          | Deceuninck-Quick Step              | 2 pts                       |                             |
| 5.º                         | Edward Theuns               | Trek-Segafredo                     | 2 pts                       |                             |
| 6.º                         | Tadej Pogačar               | UAE Team Emirates                  | 2 pts                       |                             |
| 7.º                         | Victor Campenaerts          | Qhubeka NextHash                   | 1 pt                        |                             |
| 8.º                         | Jelle Wallays               | Cofidis                            | 1 pt                        |                             |
| 9.º                         | Danny van Poppel            | Intermarché-Wanty-Gobert Matériaux | 1 pt                        |                             |
| 10.º                        | Michael Matthews            | BikeExchange                       | 1 pt                        |                             |

### Clasificación del mejor joven(Maillot Blanc)
| Clasificación del mejor joven | Clasificación del mejor joven | Clasificación del mejor joven | Clasificación del mejor joven | Clasificación del mejor joven |
| Ciclista                      | Ciclista                      | Equipo                        | Tiempo                        |                               |
| ----------------------------- | ----------------------------- | ----------------------------- | ----------------------------- | ----------------------------- |
| 1.º                           | Tadej Pogačar                 | UAE Team Emirates             | 16 h 51 min 49 s              |                               |
| 2.º                           | Jonas Vingegaard              | Jumbo-Visma                   | + 1 min 35 s                  |                               |
| 3.º                           | David Gaudu                   | Groupama-FDJ                  | + 2 min 27 s                  |                               |
| 4.º                           | Sergio Higuita                | EF Education-Nippo            | + 2 min 58 s                  |                               |
| 5.º                           | Lucas Hamilton                | BikeExchange                  | + 3 min 51 s                  |                               |
| 6.º                           | Aurélien Paret-Peintre        | AG2R Citroën Team             | + 5 min 14 s                  |                               |
| 7.º                           | Neilson Powless               | EF Education-Nippo            | + 7 min 02 s                  |                               |
| 8.º                           | Stefan de Bod                 | Astana-Premier Tech           | + 7 min 13 s                  |                               |
| 9.º                           | Mark Donovan                  | Team DSM                      | + 8 min 52 s                  |                               |
| 10.º                          | Joris Nieuwenhuis             | Team DSM                      | + 10 min 59 s                 |                               |

### Clasificación por equipos(Classement par Équipe)
| Clasificación por equipos | Clasificación por equipos | Clasificación por equipos | Clasificación por equipos |
| Equipo                    | Equipo                    | Tiempo                    |                           |
| ------------------------- | ------------------------- | ------------------------- | ------------------------- |
| 1.º                       | Jumbo-Visma               | 50 h 39 min 14 s          |                           |
| 2.º                       | EF Education-Nippo        | + 2 min 25 s              |                           |
| 3.º                       | Bahrain Victorious        | + 3 min 02 s              |                           |
| 4.º                       | Astana-Premier Tech       | + 3 min 23 s              |                           |
| 5.º                       | Deceuninck-Quick Step     | + 3 min 25 s              |                           |
| 6.º                       | Ineos Grenadiers          | + 3 min 25 s              |                           |
| 7.º                       | Trek-Segafredo            | + 5 min 21 s              |                           |
| 8.º                       | Team BikeExchange         | + 6 min 01 s              |                           |
| 9.º                       | Movistar Team             | + 8 min 41 s              |                           |
| 10.º                      | Bora-Hansgrohe            | + 9 min 50 s              |                           |

## Abandonos
Ninguno.